# Panch Phoron

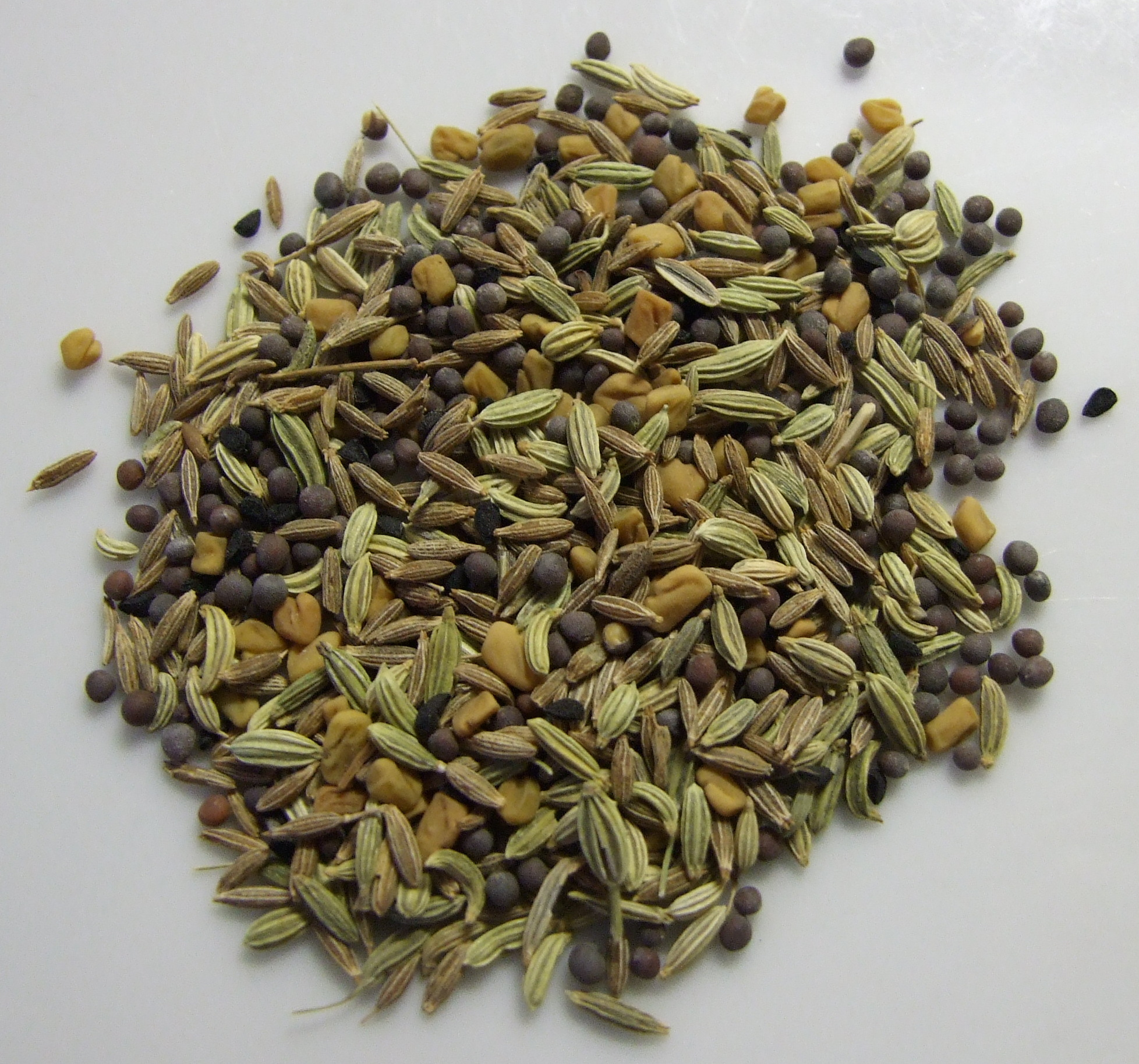
Panch Phoron

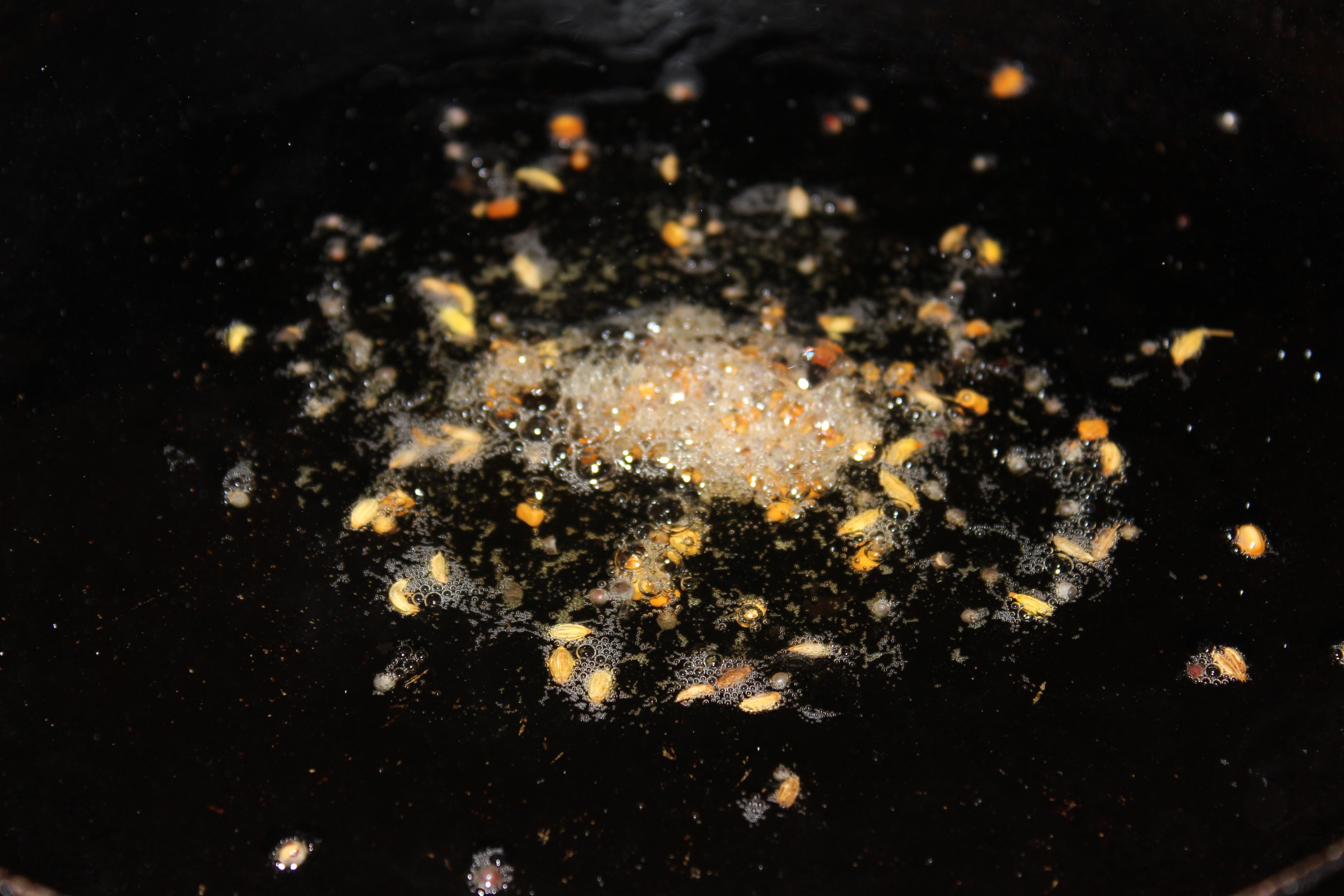
Pancha Phutana in Öl angebraten

Panch Phoron (bengalisch পাঁচ ফোড়ন Pā̃c Phoṛan, Nepali Padkaune Masala, Oriya Pancha Phutana, in der Bedeutung „fünf Samen/Gewürze“) ist eine klassische feurig-kräftige, aber nicht scharfe Gewürzmischung aus Südasien, die in den Küchen Bengalens und der benachbarten Regionen Assam und Odisha verwendet wird.
Panch (Bengali und Hindi „fünf“) geht auf Sanskrit pancha zurück und phoron auf Sanskrit sphoton („Ausbruch“, „Explosion“).  Die Gewürzmischung besteht aus fünf verschiedenen ungemahlenen Samen zu gleichen Teilen: Schwarzer Senf, Schwarzkümmel, Fenchelsamen, Kreuzkümmel und Bockshornkleesamen. Bei der Verwendung – unter anderem für Dal – brät man die Mischung vor dem Kochen in Senföl an. Der typische Geschmack resultiert vor allem aus dem Gegensatz zwischen dem süßen Fenchel und dem bitteren Bockshornklee.
Panch Phoron ist nicht mit dem chinesischen Fünf-Gewürze-Pulver zu verwechseln.